# Mandukhai
Mandukhai Khatun (tiếng Mông Cổ: Мандухай хатан, tiếng Trung: 满都海哈屯, bính âm: Mǎndūhǎi Hātún) hay Mandukhai Sechen Khatun là một khatun (hoàng hậu) của triều đại Bắc Nguyên tại Mông Cổ. Với người chồng thứ hai Batumongke Dayan Khan, bà đã giúp đoàn tụ những người Mông Cổ đang gây chiến.

## Thời trẻ
Mandukhai là con gái duy nhất của Chororsbasi-Temur, chingsang của người Mông Cổ Ongud ở miền đông Mông Cổ. Gia đình bà là quý tộc. Năm mười sáu tuổi, Mandukhai kết hôn với Manduul Khan. Hầu hết các nguồn tin cho biết Manduul Khan không có con, mặc dù có hai cái tên đôi khi được nhắc đến là con gái của Mandukhai. Dựa trên tuổi của họ, thực tế họ có thể là họ hàng của Manduul Khan, chứ không phải là con gái và có thể được Mandukhai chăm sóc.
Vào khoảng năm 1478 hoặc 1479, Manduul Khan đã chết trong những trường hợp không chắc chắn. Ông không có người thừa kế rõ ràng, để lại một số hoàng tử Mông Cổ đang tranh giành để trở thành Khả hãn. Người vợ đầu của ông, Yeke Qabar-tu, đã biến mất, số phận của bà không rõ.
Mandukhai đến từ nơi ẩn náu và nhận nuôi đứa trẻ mồ côi bảy tuổi Batumongke, con trai của Bayan Mongkhe Jonon, hậu duệ trực tiếp của Thành Cát Tư Hãn và một phần của Altan Urug, người cũng đã bị Esmel (Ismail) giết chết. Vì Batumongke là hậu duệ còn sống cuối cùng của Thành Cát Tư Hãn, Mandukhai đã tuyên bố ông là Dayan Khan và bà đã từ chối lời đề nghị kết hôn của Unubold, một quý tộc mạnh mẽ. Tuy nhiên, Unubold, bản thân là hậu duệ của Hasar, em trai của Thành Cát Tư Hãn, vẫn trung thành với Mandukhai và Khả hãn trẻ.

## Khatun của Mông Cổ
Với sự chỉ huy của người Mông Cổ, Mandukhai đã gây chiến với người Oirat và đánh bại họ. Chiến thắng tuyệt vời của bà trước Oirat đã mang lại danh tiếng lớn cho dòng họ Bột Nhi Chỉ Cân và thống nhất Mông Cổ lần đầu tiên sau hơn một trăm năm. Theo Biên niên sử vàng của Oirat, lịch sử của Oirat, Mandukhai áp đặt các định luật tượng trưng sau đây đối với Oirat để đánh dấu sự thống trị của bà đối với họ:
- Oirats không thể đội mũ có mào dài hơn hai ngón tay.
- Họ không thể coi ger của họ, hay yurt, như một ordon, nghĩa là cung điện
- Họ phải quỳ trước sự hiện diện của một Khả hãn

Biên niên sử vàng cũng ghi chép rằng Oirat bị cấm ăn thịt bằng dao sau cuộc chinh phạt của Mandukhai. Nhà nhân chủng học Jack Weatherford coi việc cấm như vậy dường như không phải là một luật thực tế. Ông cho rằng sau cuộc chinh phạt, Mandukhai có thể đã tạm thời tịch thu vũ khí của Oirat, bao gồm cả dao của họ. Họ sẽ phải xé thịt bằng răng cho đến khi được phép mang vũ khí và dao trở lại.
Khi Batumongke tròn mười chín tuổi, bà kết hôn với ông và giữ quyền kiểm soát người Mông Cổ. Người Oirat một lần nữa nổi loạn và đột kích Đông Mông Cổ. Mandukhai lãnh đạo đội quân vĩ đại chống lại họ. Bà đã đánh bại một số cuộc tấn công của nhà Minh và bảo vệ Mông Cổ, bà đội mũ bảo hiểm và thanh kiếm và chiến đấu với những người lính Minh. Bà có thai, nhưng vẫn chiến đấu và sinh được hai bé trai trong một trận chiến dài. Người Mông Cổ phương Tây đã bị khuất phục một lần nữa.
Từ năm 1480, Dayan Khan và Mandukhai đã tăng áp lực lên lãnh thổ nhà Minh vì họ đã đóng cửa buôn bán biên giới và giết chết một đặc phái viên Mông Cổ. Để kiềm chế bà, nhà Minh đã nhanh chóng mở rộng Vạn Lý Trường Thành. Bà tái định cư khu vực Ordos và đóng quân ở đó để theo dõi Trung Quốc. Bà tái hiện Dayan Khan tại Lăng Thành Cát Tư Hãn ở Ordos nhưng họ phải chạy trốn khỏi một cuộc tấn công của Trung Quốc. Mandukhai cùng với Dayan Khan đã đến sông Kherlen vào năm 1501 mặc dù chồng bà tiếp tục các cuộc tấn công của người Mông Cổ vào triều đại nhà Minh.
Mandukhai mất năm 1510. Theo các nguồn tin đáng tin cậy nhất, Mandukhai mất vì nguyên nhân tự nhiên, mặc dù có những truyền thuyết nói rằng bà đã bị giết bởi một gián điệp hai mặt của nhà Minh hoặc bởi một trong những người vợ lẽ của chồng bà. Esmel (Ismail) đã phản bội quân Mông Cổ và hợp tác với quân đội nhà Minh để tấn công và chiếm lấy quân Mông Cổ.
Tuy nhiên, không có câu chuyện nào trong số này bao gồm các nguồn đáng tin cậy. Như với Thành Cát Tư Hãn và các Khả hãn vĩ đại khác, dường như ngôi mộ của bà không bao giờ được tìm thấy.

## Gia đình
Mandukhai kết hôn với Manduul Khan và Dayan Khan.
Manduul Khan    
1. 1.Con gái, không rõ
2. 2. Con gái, không rõ

Dayan Khan
1. Ulusbold
2. Turbolad
3. Barsubolad
4. Arusbolad
5. Alchubolad
6. Ochirbolad
7. Albolad
8. Töröltu